# Matthias Schwab (Mediziner)

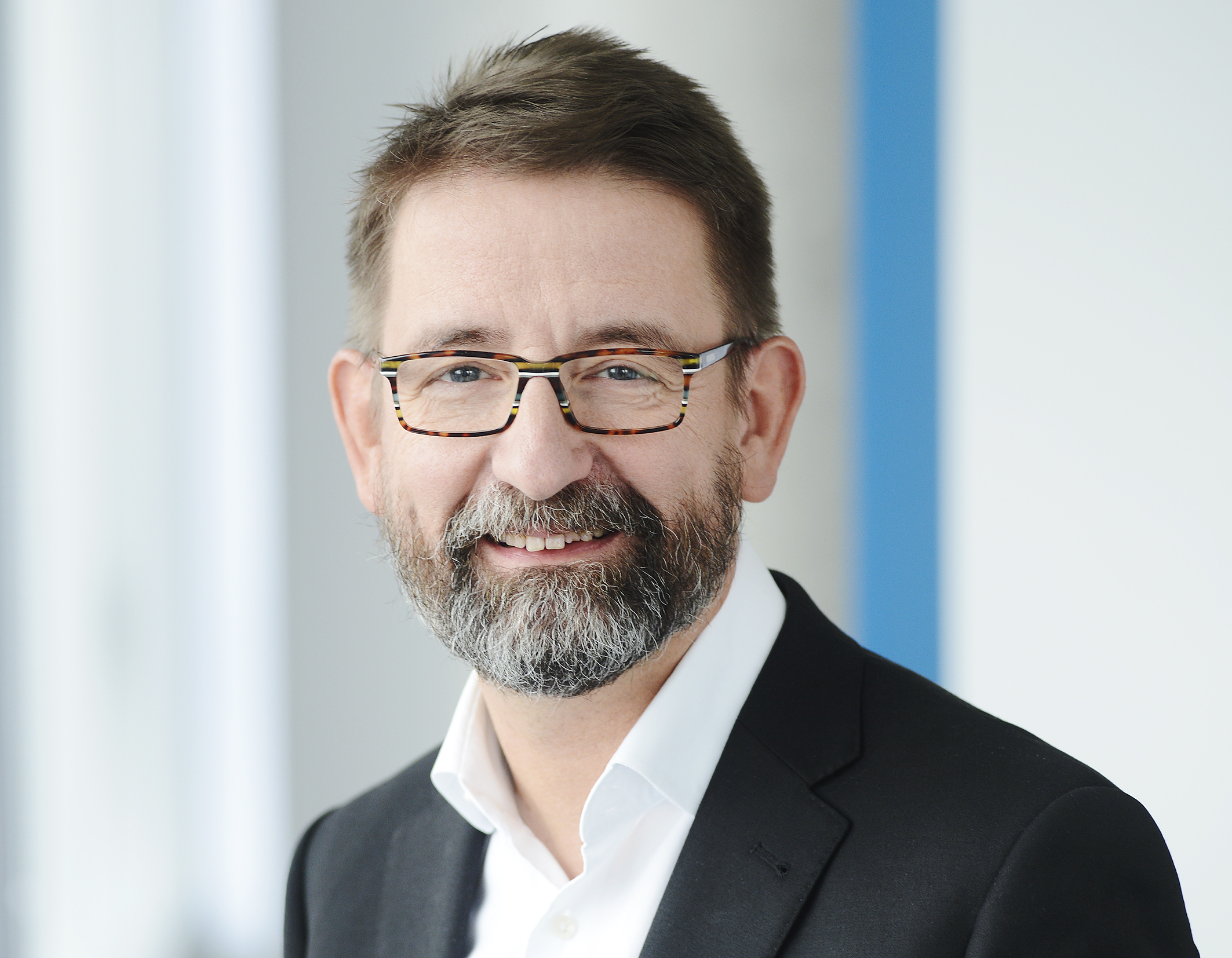
Matthias Schwab (2018)

Matthias Schwab (* 3. September 1963 in Nürnberg) ist ein deutscher Mediziner und Hochschullehrer. Er ist Direktor des Dr. Margarete Fischer-Bosch-Instituts für Klinische Pharmakologie am Robert-Bosch-Krankenhaus in Stuttgart, einer Einrichtung der Robert Bosch Stiftung, und Inhaber des Lehrstuhls für Klinische Pharmakologie an der Universität Tübingen sowie Ärztlicher Direktor der Abteilung Klinische Pharmakologie am Universitätsklinikum Tübingen.

## Leben
Nach dem Abitur am Dürer-Gymnasium Nürnberg studierte Schwab Humanmedizin und promovierte 1991 am Institut für Toxikologie und Pharmakologie der Friedrich-Alexander-Universität Erlangen-Nürnberg mit der Dissertation Einfluss einer subchronischen Behandlung von Mäusen mit Nifedipin auf verschiedene P-450-Isoenzym-Aktivitäten der Leber – Vergleich mit Enzymaktivitäten anderer Spezies. Nach der Approbation erhielt er 1996 die Facharztanerkennung für Kinder- und Jugendmedizin und 2000 die für Klinische Pharmakologie.
Im Rahmen seiner Tätigkeit als Leiter des Funktionsbereichs Klinische Studien und Arzneimittelinformation am Dr. Margarete Fischer-Bosch-Institut für Klinische Pharmakologie, Stuttgart, habilitierte er sich 2003 an der Eberhard Karls Universität Tübingen zu genetischen Faktoren für die Prognose und Therapie von chronisch-entzündlichen Darmerkrankungen. Nach einer Gastprofessur am St. Jude Children’s Research Hospital in  Memphis (Tennessee, USA) übernahm er 2007 die Leitung des Dr. Margarete Fischer-Bosch-Instituts für Klinische Pharmakologie sowie den Lehrstuhl für Klinische Pharmakologie an der Universität Tübingen, wo er seit 2015 außerdem kooptierter Professor der mathematisch naturwissenschaftlichen Fakultät ist.
Seine Forschungsschwerpunkte sind die pharmakologische Genomforschung und ihre Bedeutung für die personalisierte Medizin. Sein besonderes Interesse gilt der Anwendung neuer Technologien im Rahmen der Pharmakogenomik einschließlich epigenetischer Aspekte im Zusammenhang mit Krebstherapien und Immunsuppressiva.
Rufe als ordentlicher Professor für Klinische Pharmakologie an die Medizinische Universität Innsbruck, Österreich (2006), sowie als Professor und Lehrstuhlinhaber für Klinische Pharmakologie mit gleichzeitiger Position als Oberarzt im Klinikum an die Karolinska-Universität und die Karolinska-Universitätsklinik, Schweden (2010), lehnte er ab.

## Auszeichnungen
- 1983–1990: Stipendium des Freistaats Bayern nach dem Bayerischen Begabtenförderungsgesetz[2]
- 2004: Friedrich-Hartmut-Dost-Gedächtnispreis der Deutschen Gesellschaft für Klinische Pharmakologie und Therapie[3]
- 2005: Galenus-von-Pergamon-Preis[6]
- 2012: ordentliches Mitglied der Akademie der Wissenschaften und der Literatur Mainz[7]
- 2014: Mitglied der Nationalen Akademie der Wissenschaften Leopoldina[3]
- 2015: Verleihung der Staufermedaille in Gold durch den Ministerpräsidenten des Landes Baden-Württemberg[8][9]
- 2015 und 2016: Thomson Reuters Highly Cited Researcher, Rubrik „Pharmacology and Toxicology“[10]
- 2016: Robert Pfleger-Forschungspreis[11]
- Seit 2018: Adjunct Professor für Klinische Pharmakologie und Biochemie der Staatlichen Medizinischen Universität Jerewan, Armenien[2]
- 2018/2020–2024: Highly Cited Researcher (Clarivate Analytics), Rubrik „Pharmacology and Toxicology“ und „Cross-Field“[12]
- 2021: Ernennung zum „Fellow of the British Pharmacological Society“ (BPS)[13]
- 2022: Mitglied der Academia Europaea[14]
- 2024: Honorary Member of the Finnish Society of Clinical Pharmacology[15]

## Ämter und Mitgliedschaften
- Seit 2004: ordentliches Mitglied und Stellvertretender Vorsitzender der Kommission für Arzneimittel für Kinder und Jugendliche am Bundesinstitut für Arzneimittel und Medizinprodukte (BfArM), Deutschland[2]
- Seit 2004: Mitglied der Ethikkommission der LÄK Baden-Württemberg[2]
- 2007–2024: Mitglied der Arzneimittelkommission der Deutschen Ärzteschaft (AKdÄ)[2]
- Seit 2008: Mitglied des Sub-Komitees Pharmakogenetik der International Union of Basic and Clinical Pharmacology (IUPHAR)[2]
- Seit 2010: Mitglied, Stellvertretender Vorsitzender und seit 2018 Vorsitzender des Leitungsgremiums Arzneimittelstoffwechsel und Transporter der International Union of Basic and Clinical Pharmacology (IUPHAR)[2]
- Seit 2010: Erster stellvertretender Vorstand des Naturwissenschaftlichen und Medizinischen Instituts (NMI) an der Universität Tübingen[16]
- 2010–2013: Mitglied der Gendiagnostikkommission beim Bundesministerium für Gesundheit, Deutschland[2]
- 2010–2017: Mitglied des Leitungsgremiums der European Association of Clinical Pharmacology (EACPT)[2]
- 2013–2018: Vorstand der Deutschen Gesellschaft für Klinische Pharmakologie und Therapie e.V. (DGKliPha)[17]
- Seit 2015: Vorsitzender der Kommission Medizinische Forschung der Akademie der Wissenschaften und der Literatur, Mainz[18]
- 2015/2018: Präsident der Deutschen Gesellschaft für Experimentelle und Klinische Pharmakologie und Toxikologie (DGPT)[2]
- 2022–2025: Berufung in den Wissenschaftlichen Berat des Bundesinstitut für Arzneimittel und Medizinprodukte (BfArM), Deutschland[19]
- 2025–2030: Mitglied der Spezialisierten Ethik-Kommission für besondere Verfahren am Bundesinstitut für Arzneimittel und Medizinprodukte (BfArM) gemäß § 41c Absatz 1 AMG[20]

## Publikationen (als Herausgeber)

### Periodika
- Editor-in-Chief Pharmacogenetics and Genomics (mit J. Yang, USA)[21]
- Co-Editor-in-Chief bei Drug Research[22]
- Section Editor bei Genome Medicine in der Rubrik Pharmacogenomics & Personalized Medicine (2008–2024), seit 2024 Mitglied des Editorial Boards[23]
- Section Editor bei der Monatsschrift Kinderheilkunde in der Rubrik Arzneimitteltherapie (2015–2019)

### Monografien
- M. Schwab, W. P. Kaschka, E. Spina (Hrsg.): Pharmacogenomics in Psychiatry. (= Advances in Biological Psychiatry. Vol. 25). Karger, 2010, ISBN 978-3-8055-9498-1.
- W. H. Seyberth, A. Rane, M. Schwab (Hrsg.): Pediatric Clinical Pharmacology. (= Handbook of Experimental Pharmacology. 205). Springer, 2011, ISBN 978-3-642-26989-9.
- W. Kiess, M. Schwab, J. van den Anker (Hrsg.): Pediatric Pharmacotherapy. (= Handbook of Experimental Pharmacology. 261). Springer, 2020, ISBN 978-3-030-50493-9.
- I. Cascorbi, M. Schwab (Hrsg.): Prescision Medicine. (= Handbook of Experimental Pharmacology. 280). Springer, 2023, ISBN 978-3-031-40046-9.